# آکتیوسور
آکتیوسور (نام علمی: Actiosaurus) (به معنی سوسمار ساحلی)، یک دایناسور مربوط به دوره ژوراسیک می‌باشد. در سال ۱۸۸۲ به وسیله ساوویج نام‌گذاری شد. گونه خاص این جنس آکتیوسور گائودری نام دارد.